# Szécsi András
Szécsi András (Bukarest, 1934. február 15. – Marosvásárhely, 1991. október 20.) erdélyi magyar festőművész.

## Életútja, munkássága
A gimnázium alsó osztályait Székelykeresztúron az Orbán Balázs Unitárius Főgimnáziumban végezte (1949), diplomát a tanítóképzőben szerzett (1953). Rajztanára, id. Haáz Sándor már ekkor felismerte művészi tehetségét, így került a kolozsvári Ion Andreescu Képzőművészeti Főiskola festészeti szakára. Három év után azonban az 1956-os magyar forradalommal kapcsolatos állásfoglalása miatt eltávolították az egyetemről. Ennek ellenére 1957-től már tagja a Romániai Képzőművészek Szövetsége Maros Megyei Fiókjának. Mesterei Teodor Harşia, Petre Abrudan, Kádár Tibor voltak, de tulajdonképpen a két nagy székely festőóriás (Nagy István és Nagy Imre) közvetett hatása sejlik fel alkotásain. 1957-től minden tartományi, ill. megyei tárlaton részt vett, 1959-től számos nagy sikerű egyéni kiállítást rendezett Székelykeresztúron, Marosvásárhelyen, Kolozsváron (itt többször is), 1973-ban New Yorkban. 1973-ban elnyerte az országos festészeti díjat és egy három hónapos ösztöndíjjal Párizsban tehetett tanulmányutat. Ötvenedik születésnapjára rendezett, 35 festményét bemutató kiállításán egykori tanára, Gálfalvi Sándor és művésztársa, Balázs Imre méltatta pályáját.
A Székelyföld, a Hargita tájainak megjelenítésétől eljutott az absztrakt expresszionizmus hangsúlyozásáig. Leggyakoribb témája a magányos fa, de kiváló portréfestő is.
1970–80 között a Marosvásárhelyi Rádió magyar adásának külső munkatársa, a művészeti rovat egyik vezetője volt. Számos írása jelent meg a Vörös Zászlóban, az Előrében és A Hétben.